# Aeroporto Internacional de Candaar
O Aeroporto Internacional de Candaar (د کندهار هوایی دگر إ) (IATA: KDH, ICAO: OAKN) é um aeroporto internacional localizado na cidade de Candaar, no Afeganistão, sendo o segundo maior aeroporto do país, também abriga uma base militar dos Estados Unidos.